# Hazard (Nebraska)
Hazard è un comune degli Stati Uniti d'America, situato nello Stato del Nebraska, nella contea di Sherman.